# 30 Manga Barcelona
El 30 Manga Barcelona (també conegut com el 30è Saló del Manga de Barcelona) fou la 30a edició del Saló del Manga de Barcelona. Es va celebrar del dijous 5 al diumenge 8 de desembre de 2024, als pavellons 4, 5 i 6 de Fira Gran Via de l'Hospitalet de Llobregat.
Fou una edició de rècord en la qual va destacar la presència de dues llegendes del manga com Naoki Urasawa i Yumiko Igarashi. Però la llista global d'invitats va ser llarga com no ho havia estat mai fins aleshores, tal com ho reconeixia la pròpia organització. Oriol Estrada, responsable de continguts, ja havia afirmat abans de l'inici de la convenció que «el públic podrà gaudir del major nombre d'autors de manga invitats en la història del Manga Barcelona».
El gran escenari va comptar amb les actuacions de grups i artistes de reconeixement internacional com Burnout Syndromes, Maki Otsuki, Kazusō Oda (Coda) o el grup d'icones adolescents masculines Psychic Fever. Així, el públic va poder gaudir de cançons d'exitoses sèries d'anime com Haikuyu!!, One Piece o JoJo's Bizarre Adventures. Segons l'organització, també va destacar l'actuació de la cantant tarragonina Misty, concursant de la tercera edició del talent show català Eufòria.
L'edició va tancar les portes amb una xifra rècord d'assistència de més de 167.000 visitants, 2.000 més que l'edició anterior. La directora general de Ficomic, Meritxell Puig, afirmava que aquestes xifres situaven «el Manga Barcelona com un dels esdeveniments de referència de manga i anime a nivell mundial» i, continuant valorant l'edició, concloïa que havia estat «un any de somni i en fem un balanç històric».

## Una edició de rècord
La 30a edició del Manga Barcelona va batre un rècord d’autors invitats, amb un total de 46, dels quals 13 provenien del Japó. Entre aquesta delegació japonesa hi destacaven dos veterans mangakes com Naoki Urasawa i Yumiko Igarashi, dues llegendes vives del manga.
També hi va haver un rècord en el nombre d'activitats ofertes i en el nombre d’expositors, el qual va assolir la xifra de 300.
Finalment, el darrer rècord va ser el de públic, amb una xifra de més de 167.000 visitants, 2.000 més que l'edició anterior. Aquest rècord era ja previsible abans que la convenció obrís les portes, atès que Ficomic ja havia anunciat amb antelació que no quedaven endrades disponibles pel divendres, dissabte i diumenge.

### Entrades exhaurides
Tal com ja era habitual des de feia anys, malgrat el nou emplaçament a Fira Gran Via de l'Hospitalet de Llobregat, que podia acollir a més públic, el Manga Barcelona va començar amb totes les entrades exhaurides excepte pel dijous. Per tant, per tres dels quatre dies que durà la convenció, ja no es podien trobar entrades disponibles. Aquesta situació de partida feia preveure ja des de bon principi que el 30è aniversari seria una edició de rècord de visitants, tal com Ficomic va acabar confirmant al tancar les portes el diumenge.

## Un boom del manga a la baixa
El 2023 el sector editorial del manga havia assolit una xifra rècord d'entorn a les 1.650 novetats publicades en castellà, 300 més que a l'històric any 2022. Aquest boom del manga s'havia gestat durant la pandèmia, arrivant-se a duplicar el nombre de novetats que s'editaven abans de l'inici de la pandèmia. No obstant, el mateix 2023 l'alça de la inflació i la crisi ja s'havia començat a constatar i, en efecte, el 2024 el nombre de novetats publicades ja havia anat a la baixa, amb entorn 1.550 novetats, segons l'expert José A. Serrano de l'Asociación de Críticos y Divulgadores de Cómic (ACDCómic) i de la web Guía del Cómic.
Segons comentava l’experta en manga Elisa Amblard al Journal du Japon, el 2023 el mercat espanyol de manga havia facturat 40 milions d'euros, xifra que contrastava amb els 14 milions de només tres anys abans. Amblard, responsable també de Pika Ediciones, un segell de la casa editorial francesa Pika Édition que venia d'estrenar-se en el mercat espanyol en col·laboració amb el Grup Anaya, comentava que malgrat el lleuger descens de novetats, les xifres continuavent sent gairebé de rècord.
Entre els títols més destactats del 2024 hi constaven propostes com Dandadan o Atelier of Witch Hat, mangues ja consolidats i que encara tenien més potencial de venda gràcies a les seves esperades adaptacions a l'anime.

## La mascota Onachan
Amb motiu del seu 30è aniversari, Manga Barcelona va estrenar una nova mascota, Onachan, dissenyada per l'il·lustrador català Carles Dalmau, conegut per obres com Lucid Lucy o Calamari Kebab. Com a tret distintiu que vincula la mascota amb Barcelona, Onachan té marcada a la panxa un tradicional panot amb la flor de Barcelona, característic de les aceres de la ciutat. També, el seu mateix nom fa referència a Barcelona, amb "ona", ja que segons l'organització es tracta d'una criatura «arrivada a través d'un portal dimensional que s'obre al mar de Barcelona» i a qui li encanta menjar ramen. Segons l'autor, el seu objectiu al crear la mascota era «fer alguna cosa cuqui» i com a font d'inspiració es va servir de la seva pròpia gossa.
L'Onachan Castle
Onachan va comptar amb un castell inflable amb obstacles, en el qual el públic va poder posar a prova les seves habilitats atlètiques, una activitat que emulava el famós programa de televisió japonès Sasuke (サスケ, lit. Guerrer Ninja).
Festival de mascotes
A part d'Onachan, les mascotes foren un dels grans protagonistes del 30è aniversari de la convenció otaku. Altres mascotes que van causar furor entre el públic foren Doraemon, que celebrava el 30è aniversari de la seva primera emissió en català, Hello Kitty, popular gata blanca amb un llaç rosa i tota una icona de la cultura kawaii nascuda el 1974, que celebrava el seu 50è aniversari; la mascota oficial de l'Exposició Universal 2025 d'Osaka, anomenada Myaku Myaku o el popular heroi infantil Shin-Chan. Finalment, la darrera sorpresa que va desvelar Ficomic fou un gigantesc ninot inflable de Son Goku que gairebé tocava el sostre d'un dels pavellons de la convenció otaku.

## Més novetats i espais destacats
App del Manga Barcelona
Per primer cop el Saló del Manga va posar a disposició del públic una "app" pròpia en la qual es podia consultar tota la programació i activitats de la convenció. Amb aquesta aplicació es podien buscar i marcar com a preferides les activitats desitjades i incloïa altres serveis i jocs com un quizz.
Takeshita Manga Barcelona Street
L'espai Takeshita Manga Barcelona Street evocà el popular carrer el barri de Harajuku de Tòquio, tot un referent i punt neuràlgic de la moda urbana juvenil. Diverses xerrades relacionades amb aquest tema van tenir lloc a l'espai Cool Japan Experience, en el qual es parlà de temes com la cultura gothic lolita o del Visual Kei, entre d'altres.
Nagomi Area
Fou un espai reservat a diversos artesans japonesos d'articles d'ús quotidià i accessoris com roba, ceràmica o bijuteria. En japonès «nagomi» significa sensació de relaxació i tranquil·litat. L'espai fou gestionat per Japan Promotion, una entitat que fa difusió de la cultura japonesa i amb habitual presència a la Japan Expo de París.
Degustacions gatronòmiques
L'extens programa del Manga Barcelona va comptar amb degustacions gastronòmiques i de sake, a càrrec de Roger Ortuño acompanyat de diversos chefs amb estrelles Michelin.
Projeccions a l'auditori
A l'auditori va destacar la projecció de pel·lícules com El noi i l'ocell (amb subtítols en català), Blue Giant, Ghost Cat Anzu o la darrera entrega del Detectiu Conan, anomenada Detective Conan: The Million-dollar Pentagram (doblada al català). Així mateix, es van mostrar els primers capítols de noves sèries d'anime com Dragon Ball Daima, 20th Century Boys (episodi 1) i Digimon Adventure: Our war game!. Pel que fa als clàssics, Ficomic va recuperar l’anime Galaxy express 999, basat en el manga homònim de Leiji Matsumoto, que aquest cop es va poder veure en una versió remasteritzada. Finalment, hi hagué també una preestrena del primer capítol de la docusèrie Llum, foc, destrucció! dirigida per Oriol Estrada i Benet Román, dedicada a analitzar l'impacte social de la sèrie Bola de Drac a Catalunya, amb la seva emissió prevista a TV3 en motiu del 30è aniversari de la sèrie.
L'auditori també va fer una aposta pel geki-cinema, el teatre japonès en format cinematogràfic, amb la projecció de la pel·lícula Fortress of Skulls.

## Cartell
El cartell del 30è aniversari fou encarregat al mangaka japonès Naoki Urasawa, que fou convidat d’honor del festival i que assistí per primera vegada a Barcelona.
El cartell mostra en un primer pla alguns dels personatges que han acompanyat l'autor al llarg de la seva trajectòria com a mangaka, pertanyets a obres com Cinturó Negre, Monster, Happy!, Billy Bay i 20th Century Boys. Tots ells se situen davant de la Façana del Naixement de la Sagrada Família, com per immortalitzar en una imatge la seva arrivada a Barcelona. Aquest escenari ja era conegut a l'autor, ja que la trama del manga Cinturó Negre, se situava a la Barcelona pre-olímpica i en les seves vinyetes s'hi poden reconèixer diversos indrets i edificis característics de la ciutat.
Amb la gran aposta per Urasawa, Ficomic va voler celebrar el 30è aniversari del Manga Barcelona comptant amb l'art del «geni més reconegut del món del manga», tal com el reivindicava la premsa.

## Exposicions
- 30 anys Manga Barcelona. Exposició que va traslladar el visitant als inicis del Saló del Manga.

- Crear mons il·lustrant jocs. Exposició dedicada als autors Bea Castillo, Ernest Sala i Mado Peña, tots ells artistes amb una obra estretament vinculada als jocs de taula i videojocs. La mostra va posar de manifest la històrica relació entre el manga i els videojocs, i com la seva estètica i imaginari s'han retroalimentat mútuament. L'art de Bea Castillo s'havia plasmat a jocs i videojocs com Wondering Galaxy, Summoner Wars i Creatures of Ara; l'Ernest Sala havia estat l'artista principal del videojoc Mika and the Witch's Mountain i, juntament amb Mado Peña, s'havia encarregat de l'adaptació del mateix univers al joc de taula Delivery Witches.

- Doraemon. Exposició dedicada al gat còsmic Doraemon, que complia el seu 30è aniversari havent venut més de 300 milions de volums a tot el món. Amb aquesta exposició, Manga Barcelona va voler fer un homenatge a un dels personatges més famosos de Fujiko F. Fujio (1933-1996), repassant també altres personatges seus i els invents més particulars.[6]

- Fooly Cosplay: exposició. Exposició de diverses disfreses de cosplay inspirades en les icòniques obres del mangaka Akira Toriyama, creador de mangues com Dragon Ball o Dr. Slump, entre d'altres.

- International Manga Awards. Exposició que va recollir els treballs d'autors espanyols que han sigut guardonats en la història dels Japan International Manga Awards. Hi constaven autores com Ana C. Sánchez, Ana Oncina o Emma Ríos, entre d'altres.

- Itadakimanga. Exposició que explorà l'estret vincle entre la cuina japonesa i el món del manga i l'anime. La paraula «Itadakimasu» és equivalent a l'expressió catalana «bon profit», i el nom de l'exposició era un joc de paraules per posar de manifest la relació entre aquestes dues disciplines.

- L'habitació del temps. Espai dedicat als 30 anys del Manga Barcelona, que va recrear una habitació otaku típica dels anys 1990, decorada amb tota mena d'objectes que un aficionat al manga i l'anime podia tenir a les seves parets, taules i prestatgeries. Alguns del objectes visibles foren una consola Game Boy, figures de Mazinger Z, Goku, Sailor Moon o Hello Kitty.[6]

- Mongu-Tabi manga. Espai dedicat a la sèrie de viatges dels membres de ViVida, un equip apassionat per la gastronomia japonesa. El nom de l'exposició feia referènica a les expressions «Mogumogu» (もぐもぐ）, una onomatopeia japonesa similar a «nyam-nyam», més el mot «tabi»（旅, viatge).

- Travessant fronteres: manga i altres... Exposició que va mostrar l'art de l'autora Alba Cardona i Carlos Moreno. L'Alba Cardona estrenava el manga La Leyenda de Hakutaku (ECC) i Carlos Moreno estrenava l'spokon Céüs! (Norma), que també publicava VegaDupuis, el segell manga de l'editorial belga Dupuis.[6]

- Viu el shodô. Espai en el qual l'artista japonès Mitsuru Nagata va fer una demostració i taller participatiu de shodô, creant un mural amb kanjis relacionats amb el 30è aniversari del Manga Barcelona.

## Palmarès
Guardonats ressaltats en negreta.
| Apartat manga | Apartat manga |
| Millor shonen | Millor shojo |
| --- | --- |
| - Frieren (Norma) - Kanehito Yamada i Tsukasa Abe - Dan Da Dan (Norma) - Yukinobu Tatsu - Kaiju No. 8 (Planeta Cómic) - Naoya Matsumoto                                                                  | - Ōoku: Los Aposentos Privados (Tomodomo) - Fumi Yoshinaga - Claudine (Arechi Manga) - Riyoko Ikeda - Mars (Arechi Manga) - Fuyumi Souryo |
| Millor seinen | Millor josei |
| - Los diarios de la boticaria (ECC Ediciones) - Natsu Hyûga i Nekokurage - Skip and Loafer (Milky Way) - Misaki Takamatsu - Tragones y mazmorras (Milky Way) - Ryôko Kui                                 | - Nina del Reino de las Estrellas (Arechi Manga) - Rikachi - Chihayafuru (ECC) - Yuki Suetsugu - Veil (Planeta Cómic) - Kotteri! |
| Millor kodomo | Millor light novel |
| - Super Mario Aventuras (Planeta Cómic) - Yukio Sawada - Megaman Megamix (Ooso Comics) - Hitoshi Ariga - Splatoon (Norma) - Sankichi Hinodeya                                                            | - Suzume (Planeta Cómic) - Makoto Shinkai - Konosuba: ¡Bendito sea este maravilloso mundo! (Sekai Editorial) - Natsume Akatsuki i Kurone Mishima - La tejedora que urde una historia de Amor Ciego nº2 (Monogatari Novels) - Mahiro Kobayakawa |
| Millor BL | Millor yuri |
| - Pájaro que trina no vuela (Tomodomo) - Kou Yoneda - La canción del amanecer (Arechi Manga) - Ichika Yuno - Sasaki y Miyano (Panini Manga) - Shō Harusono                                               | - Cocinando juntas, comiendo juntas (Tomodomo) - Sakaomi Yuzaki - La luna en una noche de lluvia (Distrito Manga) - Kuzushiro - La macarra y la nueva (Arechi Manga) - Fujichika                                                               |
| Millor manga d'autoria espanyola | Millor fanzine |
| - Demon Quest (Fandogamia) - Enkaru - Prodigy (Arechi) - Alhana Puerta i Clara Martínez - La flor de otro jardín (Arechi) - Paloma Costa                                                                 | - El jardín de Ceres - Wonderpun - ¡Ñam! - Sofiskita - Guía furry para pringaos - Ariko i Cesar BigStar |
| Apartat anime | |
| Millor anime en format físic | Millor estrena de sèrie d'anime |
| - Sailor Moon (Edició Col·leccionista) (Selecta Visión) - Toei Animation - Kare Kano (Edició Col·leccionista, Selecta Visión) - Hideaki Anno / Hiroki Satō - Akatsuki no Yona (Selecta Visión) - Pierrot | - Dungeon Meshi (Netflix) - Yoshihiro Miyajima - Kaiju No. 8 (Crunchyroll) - Production I.G - Oshi no Ko (Anime Box) - Doga Kobo |
| Millor estrena de pel·lícula d'anime | Millor anime doblat al català |
| - El noi i l'ocell (Vértigo Films) - Hayao Miyazaki - Haikyu!! Batalla als contenidors (Crunchyroll) - Susumu Mitsunaka - Spy × Family Code: White (Crunchyroll) - Takashi Katagiri                      | - Sakura, la caçadora de cartes (SX3) - Morio Asaka - Haikyū!! (SX3) - Susumu Mitsunaka - Yona, la princesa de l'alba (SX3) - Pierrot |
| Premi Auditori | |
| - Blue Giant (Selecta Visión) – Yuzuru Tachikawa | |

## Invitats
El convidat estrella fou Naoki Urasawa, invitat d'honor del Manga Barcelona i autor de populars sèries como Cinturó Negre, Monster, 20th Century Boys o Asadora. Va destacar així mateix la presència de Yumiko Igarashi, autora de les populars obres Candy Candy i Georgie, autèntiques referències del manga femení. També hi ha assistir Yûki Tabata, autor de Black Clover; Kia Asamiya, autor del clàssic de ciència-ficció Silent Möbius; Kamome Shirahama, autora dAtelier of Witch Hat; Akasaka Aka i Yokoyari Mengo, autores dOshi no Ko. El director d'anime Hiroshi Nagahama, el francès Yann Le Gall, atleta francès de gimnàsia rítmica protagonista del biopic en manga Céüs (Norma), o autors espanyols com Juan Albarrán, que traballa pel mercat japonès (Matagi Gunner), Ana C. Sánchez (Limbo), Ana Oncina (Croqueta y empanadilla) o Konata (Kohva).

## Programa cultural

### Gran Escenari
| Data                    | Hora           | Acte                                                              |
| ----------------------- | -------------- | ----------------------------------------------------------------- |
| Dijous 5 de desembre    | 13.00-13.30 h. | Festa d'aniversari d'en Doraemon                                  |
| Dijous 5 de desembre    | 13.30-14.30 h. | K-pop Random Dance by Vice2Dance                                  |
| Dijous 5 de desembre    | 15.00-15.30 h. | Myaku Myaku                                                       |
| Dijous 5 de desembre    | 15.30-16.00 h. | Ai Hisano                                                         |
| Dijous 5 de desembre    | 16.00-17.00 h. | Maki Otsuki                                                       |
| Dijous 5 de desembre    | 17.00-18.00 h. | Coda                                                              |
| Dijous 5 de desembre    | 18.00-20.00 h. | Just Sing!                                                        |
| Divendres 6 de desembre | 11.00-12.30 h. | Idol matsuri                                                      |
| Divendres 6 de desembre | 12.30-13.00 h. | Taiko Barcelona                                                   |
| Divendres 6 de desembre | 13.30-14.00 h. | Els Amics de les Arts                                             |
| Divendres 6 de desembre | 14.00-14.30 h. | Víctormame                                                        |
| Divendres 6 de desembre | 14.30-15.00 h. | Misty                                                             |
| Divendres 6 de desembre | 15.00-16.00 h. | Psychic Fever                                                     |
| Divendres 6 de desembre | 16.00-16.30 h. | KimonoxDance Project                                              |
| Divendres 6 de desembre | 16.30-17.30 h. | Burnout Syndromes                                                 |
| Divendres 6 de desembre | 17.30-20.00 h. | Extreme Cosplay Gathering (amb tancament final de Kirara Project) |
| Dissabte 7 de desembre  | 11.00-12.00 h. | Urasawa: Masterclass (Concert i dibuix en directe)                |
| Dissabte 7 de desembre  | 12.00-14.00 h. | Idol Contest                                                      |
| Dissabte 7 de desembre  | 14.00-15.00 h. | Burnout Syndromes                                                 |
| Dissabte 7 de desembre  | 15.00-15.30 h. | Ai Hisano                                                         |
| Dissabte 7 de desembre  | 15.30-16.30 h. | Psychic Fever                                                     |
| Dissabte 7 de desembre  | 16.30-17.30 h. | El Racó del Manga: Tenkaichi Musical (anisong en català)          |
| Dissabte 7 de desembre  | 17.30-20.00 h. | World Cosplay Summit (amb tancament final de Macross 82-99)       |
| Diumenge 8 de desembre  | 11.00-12.00 h. | Urasawa: Masterclass (Concert i dibuix en directe)                |
| Diumenge 8 de desembre  | 12.00-13.00 h. | Coda                                                              |
| Diumenge 8 de desembre  | 13.00-15.00 h. | K-pop DFF (amb exhibició d'Est Crew)                              |
| Diumenge 8 de desembre  | 15.00-15.30 h. | KimonoxDance Project                                              |
| Diumenge 8 de desembre  | 15.30-16.30 h. | Víctormame                                                        |
| Diumenge 8 de desembre  | 16.30-17.30 h. | Maki Otsuki                                                       |
| Diumenge 8 de desembre  | 17.30-19.00 h. | Cosplay Parade + Cosplay Performance                              |

### Auditori
| Data                    | Hora           | Acte |
| ----------------------- | -------------- | --- |
| Dijous 5 de desembre    | 11.00-13.15 h. | Anime archive: Galaxy Express 999 (1979) (126 min) VOSE Benvinguda i presentació (CineAsia)                                                                |
| Dijous 5 de desembre    | 13.15-15.15 h. | Estrena: Shirobako, the Movie (119 min) VOSE Presentació i sorteig (José Luis Puertas - Jonu Media)                                                        |
| Dijous 5 de desembre    | 15.30-17.30 h. | Gran estrena: The Colors Within (100 min ) VOSE Presentació i regals (Harri Fdez de Animedón-Setmana Terror Sant Sebastià)                                 |
| Dijous 5 de desembre    | 17.30-20.00 h. | Manga homenatge: Naoki Urasawa: 20th Century Boys Cap. 1: El principio del fin (142 min) VOSE - Presentació (Álex Fernández - Media3 Estudio)              |
| Divendres 6 de desembre | 11.00-12.30 h. | Manga 30 Edition-Sessió especial: Dragon Ball Daima (Cap. 1,2 i 3)' (80 min) VOSE - Presentació i regals (Toei Animation)                                  |
| Divendres 6 de desembre | 12.30-14.00 h. | Manga 30 Edition-Sessió especial: Ninja Kamui Cap.1 (90 min) VOSE - Presentació, projecció i xerrada - Amb Sunghoo Park i Yann Le Gall                     |
| Divendres 6 de desembre | 14.30-16.30 h. | Gran estrena Geki-cine: Fortress of Skulls (2018, 137 min.) Presentació (Hiroyuki Hata de Village Inc.)                                                    |
| Divendres 6 de desembre | 17.00-19.00 h. | Estrena: Blue Giant (120 min) VOSE - Presentació i sorteig - Amb Shinichi Ishizuka i Number 8                                                              |
| Dissabte 7 de desembre  | 11.00-12.00 h. | Anime archive: Digimon Adventure: Our War Game (2000) (40 min) VOSE - Presentació (Yu Kaminoki, Toei Animation)                                            |
| Dissabte 7 de desembre  | 12.30-14.00 h. | Manga 30 Edition-Sessió especial: Mushishi (cap. 20) + Trailers (90 min) VOSE Presentació, projecció i xerrada - Amb Hiroshi Nagahama                      |
| Dissabte 7 de desembre  | 15.30-17.00 h. | Manga homenatge - 70 aniversari de Godzilla: Ishiro Honda: Memoirs of a Film Director + Kokuhaku (82 min) VOSE Presentació: Jonathan Bellés i Adrià Guxens |
| Dissabte 7 de desembre  | 17.30-19.00 h. | Gran estrena - Sitges Film Festival: Ghost Cat Anzu (97 min) VOSE Presentació i regals - Amb Àngel Sala (Sitges Film Festival)                             |
| Diumenge 8 de desembre  | 12.00-13.15 h. | Manga 30 Edition-Sessió especial: Jujutsu Kaisen (cap.24) + altres fragments de sèries (70 min) VOSE Presentació, projecció i xerrada - Amb Sunghoo Park   |
| Diumenge 8 de desembre  | 13.30-15.00 h. | Manga 30 Edition-Sessió especial: Llum, foc, destrucció! (Cap. 1)' (80 min) - V.CAT. Presentació, projecció i xerrada amb l'equip de la docu-sèrie         |
| Diumenge 8 de desembre  | 15.15-17.30 h. | Estrena: Curtmetratge Mighty Boy (17 min) + El noi i l'ocell (124 min) VOSC Presentació (Javier Yáñez i Animedón-Setmana Terror S. Sebastià)               |
| Diumenge 8 de desembre  | 18.00-19.30 h. | Estrena: Detective Conan: The Million-dollar Pentagram (111 min) Doblada al català - Presentació i comiat                                                  |

### Manga Stream
| Data                    | Hora           | Acte |
| ----------------------- | -------------- | --- |
| Dijous 5 de desembre    | 10.00-10.30 h. | Bon dia, Manga Barcelona! |
| Dijous 5 de desembre    | 12.00-13.00 h. | Coda - Q&A |
| Dijous 5 de desembre    | 13.00-14.00 h. | Podcast. Mucho Fanservice: Fate Series 101: Introducció a la saga Fate |
| Dijous 5 de desembre    | 14.00-15.00 h. | Podcast: Les lladres del temps. Remakes: ¿sí o no? |
| Dijous 5 de desembre    | 15.00-16.00 h. | Podcast: Viatge a Ganimedes: desgranant himnes generacionals: openings i endings en català Amb Txell Sota, La Kame Band i Younenki Music.                                                 |
| Dijous 5 de desembre    | 16.00-17.00 h. | Radio Primavera Sound presenta: Puja al puto robot! Amb Alba Lafarga |
| Dijous 5 de desembre    | 17.00-18.00 h. | La Nit Friki: 30 anys de Detectiu Conan i les seves veus en català. Amb Oscar Muñoz, Txell Sota i Montse Puga.                                                                            |
| Dijous 5 de desembre    | 18.00-19.00 h. | Els gamberrets del Fûrin i del més enllà. Amb Maria Hepburn (LadymangaHep), Cristina Cabasés i Oriol Canal (L’illa Punteria), Cesc Estrada (Samfaina Visual) i Roxana Canudas (RinandCat) |
| Dijous 5 de desembre    | 19.00-20.00 h. | El Racó del Manga: El fenomen Bola de Drac: nostàlgia o actualitat? Amb Marta Ferrer i Miquel Strubell.                                                                                   |
| Divendres 6 de desembre | 10.00-10.30 h. | Bon dia, Manga Barcelona! |
| Divendres 6 de desembre | 11.00-12.00 h. | El poder de la música: la banda sonora de Bola de Drac. Amb Víctormame |
| Divendres 6 de desembre | 12.00-13.00 h. | El què ens va ensenyar l'anime. A càrrec de Estamos al Mando |
| Divendres 6 de desembre | 13.00-14.00 h. | Q&A Burnout Syndromes |
| Divendres 6 de desembre | 14.00-15.00 h. | Yumiko Igarashi - Entrevista |
| Divendres 6 de desembre | 15.00-16.00 h. | Hiroshi Nagahama, d'Utena a treballar amb Stan Lee i Junji Ito. Entrevista al director d'anime japonés                                                                                    |
| Divendres 6 de desembre | 16.00-17.00 h. | Aconseguiràs ser el Rei dels Pirates? Kahoot de One Piece amb Djoseppe10 |
| Divendres 6 de desembre | 17.00-18.00 h. | Ràdio Vilablareix entrevista a Miree i Víctormame |
| Divendres 6 de desembre | 18.00-19.00 h. | Isekai: historia de un secuestro. Lectura dramatitzada amb Estel Tort, Chap Rodríguez Rosell, José Manuel Vieira i Loredana Volpe.                                                        |
| Divendres 6 de desembre | 19.00-20.00 h. | La Nit Friki: 40 anys de Bola de Drac i les seves veus en català. Amb Marc Zanni, Joan Sanz, Domenec Farell i Mònica Padrós.                                                              |
| Dissabte 7 de desembre  | 10.00-10.30 h. | Bon dia, Manga Barcelona! |
| Dissabte 7 de desembre  | 10.30-11.00 h. | Animedon: Trobada d'Anime de San Sebastián |
| Dissabte 7 de desembre  | 11.00-12.00 h. | Otaquiz |
| Dissabte 7 de desembre  | 12.00-13.00 h. | Què son i com funcionen les demografies en el manga. A càrrec de Pro Shojo Spain |
| Dissabte 7 de desembre  | 13.00-14.00 h. | Entrevista a Mioshi & Mamemayo: guanyadores del World Cosplay Summit 2024 |
| Dissabte 7 de desembre  | 14.00-15.00 h. | La Nit Friki: 25 anys de One Piece i les seves veus en català. Amb Marc Zanni, Mark Ullod, Carles Lladó i Eva Lluch.                                                                      |
| Dissabte 7 de desembre  | 15.00-16.00 h. | Entrevista a Kia Asamiya |
| Dissabte 7 de desembre  | 16.00-17.00 h. | E&H Production: Nous horitzons en la creació d'anime al Japó. Amb Park Sung-hoo i Yann Le Gall. Entrevista als responsables del nou estudi d'anime                                        |
| Dissabte 7 de desembre  | 17.00-18.00 h. | Tecnologia Made in Japan. A càrrec de Pol Torrents |
| Dissabte 7 de desembre  | 18.00-19.00 h. | Psychic Fever - Q&A |
| Dissabte 7 de desembre  | 19.00-20.00 h. | Noche pirata: Especial Manga Barcelona. Amb DJOSEPPE10 |
| Diumenge 8 de desembre  | 10.00-10.30 h. | Bon dia, Manga Barcelona! |
| Diumenge 8 de desembre  | 11.00-12.00 h. | Otaquiz |
| Diumenge 8 de desembre  | 12.00-13.00 h. | 20 anys de CineAsia |
| Diumenge 8 de desembre  | 12.00-13.00 h. | Presentació In the Mood for CineAsia: 20 años de cine asiático |
| Diumenge 8 de desembre  | 13.00-14.00 h. | Podcast: Cosas de monstruos: 70 años de Godzilla |
| Diumenge 8 de desembre  | 14.00-15.00 h. | Maki Otsuki - Q&A |
| Diumenge 8 de desembre  | 15.00-15.30 h. | Entrevista: Ana Oncina |
| Diumenge 8 de desembre  | 15.30-16.00 h. | Entrevista: Toni Caballero & Sergio Hernandez |
| Diumenge 8 de desembre  | 16.00-17.00 h. | 25 anys de La màgica Doremi. Amb Maria Hepburn (LadymangaHep), Cristina Cabasés (L'illa Punteria), Roxana Canudas (RinandCat) i Ariadna (Frikassa).                                       |
| Diumenge 8 de desembre  | 17.00-18.00 h. | La Nit Friki: Les veus actuals de l'anime en català. Amb David Jenner, Iván Priego, Nerea Alfonso, Sergi Mani, Irene Miras, Marta Rodríguez i Laia Vidal.                                 |
| Diumenge 8 de desembre  | 18.00-19.00 h. | Oldatukus vs jovenzueletakus. A càrrec de Sayonara Baby Podcast |
| Diumenge 8 de desembre  | 19.00-20.00 h. | El Racó del Manga: 5è Aniversari + Programa 300. Tancament Manga Barcelona amb Meritxell Puig i Oriol Estrada.                                                                            |

### Sala Manga Academy
| Data                    | Hora           | Acte |
| ----------------------- | -------------- | --- |
| Dijous 5 de desembre    | 12.00-13.00 h. | Presentació col·lectiva de fanzines |
| Dijous 5 de desembre    | 14.30-15.00 h. | Presentació de Sextories |
| Dijous 5 de desembre    | 15.00-16.00 h. | One Piece, un món fora del manga. Amb One Piece Espanya. |
| Dijous 5 de desembre    | 16.00-17.00 h. | Travessant Fronteres: Manga i altres horitzons. Amb Alba Cardona i Carlos Moreno. |
| Dijous 5 de desembre    | 17.00-18.00 h. | Agasawa Kocha - Q&A |
| Dijous 5 de desembre    | 18.00-19.00 h. | Masterclass: Toni Caballero |
| Dijous 5 de desembre    | 19.00-20.00 h. | La Barcelona de la Yawara: Cinturó Negre als JJOO'92. Amb Marc Alves i García (Encinestrat) i Cristià Busquet i Seguí |
| Divendres 6 de desembre | 11.30-12.00 h. | Presentació de Monogatari Novels |
| Divendres 6 de desembre | 12.00-13.00 h. | Takeshi Kawaguchi - Masterclass |
| Divendres 6 de desembre | 13.00-14.00 h. | Konata - Masterclass |
| Divendres 6 de desembre | 14.00-15.00 h. | La situació de les dones mangaka al Japó. Amb Pro Shojo Spain |
| Divendres 6 de desembre | 15.00-16.00 h. | Juan Alabarrán - Masterclass |
| Divendres 6 de desembre | 16.00-17.00 h. | Agasawa Kocha - Q&A |
| Divendres 6 de desembre | 17.00-18.00 h. | Què és una "droga de esclavos"? 30 anys de traduccions. A càrrec de MangaES |
| Divendres 6 de desembre | 18.00-19.00 h. | Presentació de Céüs: El repte de traslladar la vida real i l'esport al manga. Amb Peterson Céüs i Carlos Moreno. Modera: Óscar Valiente |
| Divendres 6 de desembre | 19.00-20.00 h. | Presentació d'Ediciones Tomodomo |
| Dissabte 7 de desembre  | 11.00-12.00 h. | Q&A Shinichi Ishizuka & Number 8 |
| Dissabte 7 de desembre  | 12.00-13.00 h. | De Gris a Neva: manga, anime i videojocs. Amb Conrad Roset i Carles Dalmau |
| Dissabte 7 de desembre  | 13.00-14.00 h. | Juan Alabarrán - Masterclass |
| Dissabte 7 de desembre  | 14.00-15.00 h. | La història de la Shonen Jump. La revista insignia del manga. Amb Josu_ke |
| Dissabte 7 de desembre  | 15.00-16.00 h. | Dibuixant Yuri i BL. Xerrada d'Ana C Sanchez & Sara Lozoya |
| Dissabte 7 de desembre  | 16.00-17.00 h. | Vértice Cómic: L'aventura de traduir i editar un manga. Amb Pedro Medina (Fandogamia) i Luis Alís (ECC Ediciones). Modera: Agustín Izquierdo |
| Dissabte 7 de desembre  | 17.00-18.00 h. | De No Game No Life a Ninja Kamui: el viatge de Yann Le Gall com a director d'art al Japó. Xerrada a càrrec de Yann Le Gall, director d'art a E&H production                                                                                     |
| Dissabte 7 de desembre  | 18.00-19.00 h. | Les lladres del temps: La màgia d'Studio Ghibli, un viatge visual i emocional. Amb Estel Tort i Iván Priego |
| Dissabte 7 de desembre  | 19.00-20.00 h. | El Racó del Manga: Videl vs Chichi. Amb Mª Lluïsa Magaña i Eva Lluch |
| Diumenge 8 de desembre  | 11.00-12.00 h. | Macross: cantants i caces poden salvar a la humanitat. A càrrec de MangaES |
| Diumenge 8 de desembre  | 12.00-13.00 h. | Crear Mons. Il·lustrant Jocs. Amb Bea Castillo, Ernest Sala i Mado Peña |
| Diumenge 8 de desembre  | 13.00-14.00 h. | Luis Montes - Masterclass |
| Diumenge 8 de desembre  | 14.00-15.00 h. | Yuka Fujikawa Masterclass: Live Drawing |
| Diumenge 8 de desembre  | 15.00-16.00 h. | Takeshi Kawaguchi - Q&A |
| Diumenge 8 de desembre  | 16.00-17.00 h. | Homenatge: 70 Aniversari de Godzilla. Col·loqui entre CineAsia i Jonathan Bellés |
| Diumenge 8 de desembre  | 17.00-18.00 h. | La IA al manga i anime. Amb Sandra Nogués (traductora i membre de Tradurietas), Blai Morales (il·lustrador i membre de SEGAP-CGT), Sara Gómez (actriu de doblatge i membre de DUB) i Jordi Codina (rotulista, Drac Studio). Modera: El Mangazín |
| Diumenge 8 de desembre  | 18.00 19.30 h. | Especial Yumiko Igarashi i repàs final del Manga Barcelona. Amb Pro Shojo Spain. |

## Galeria d'imatges
Cerimònia d'entrega dels premis

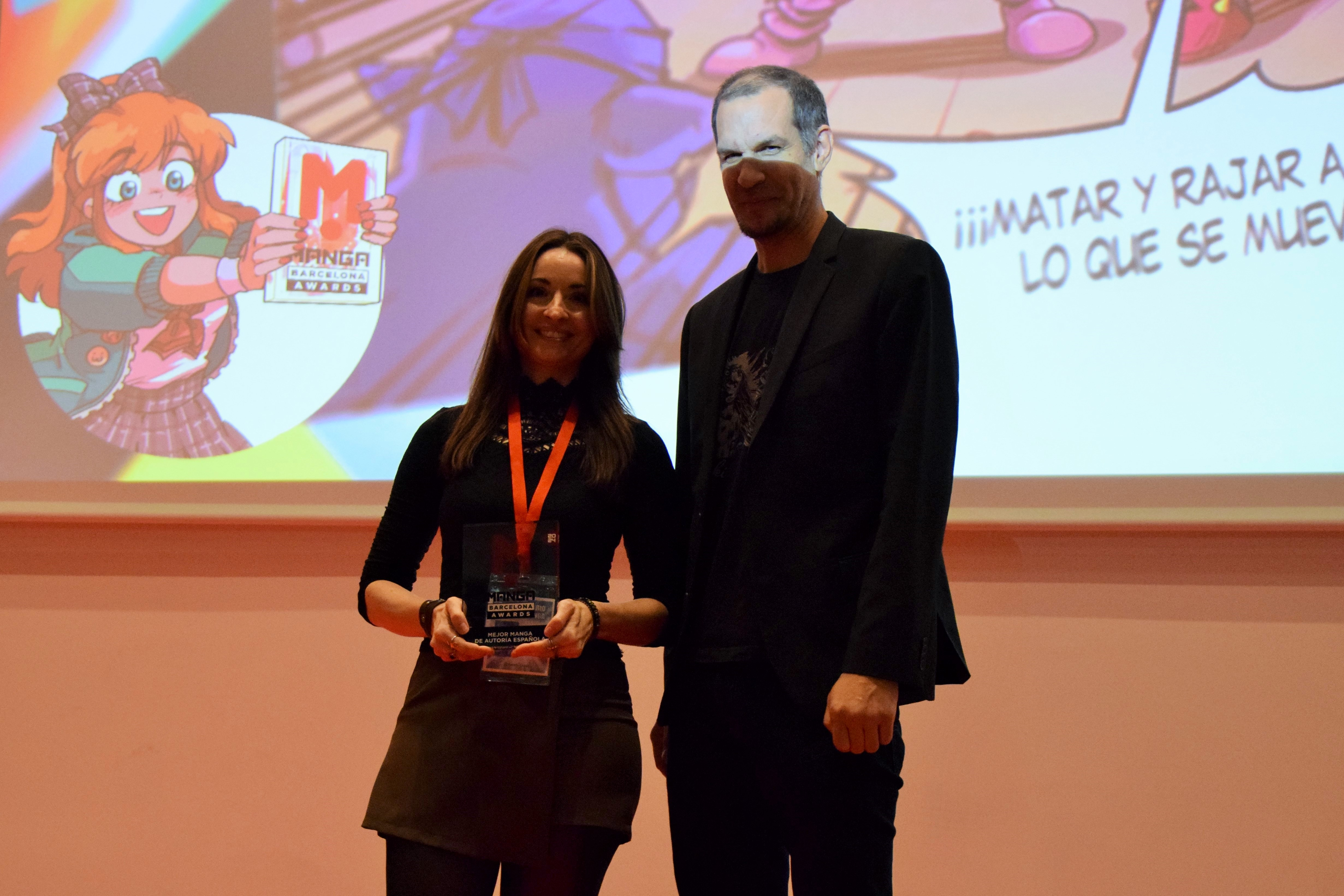
Enkaru, guanyadora per Demon Quest (Fandogamia).
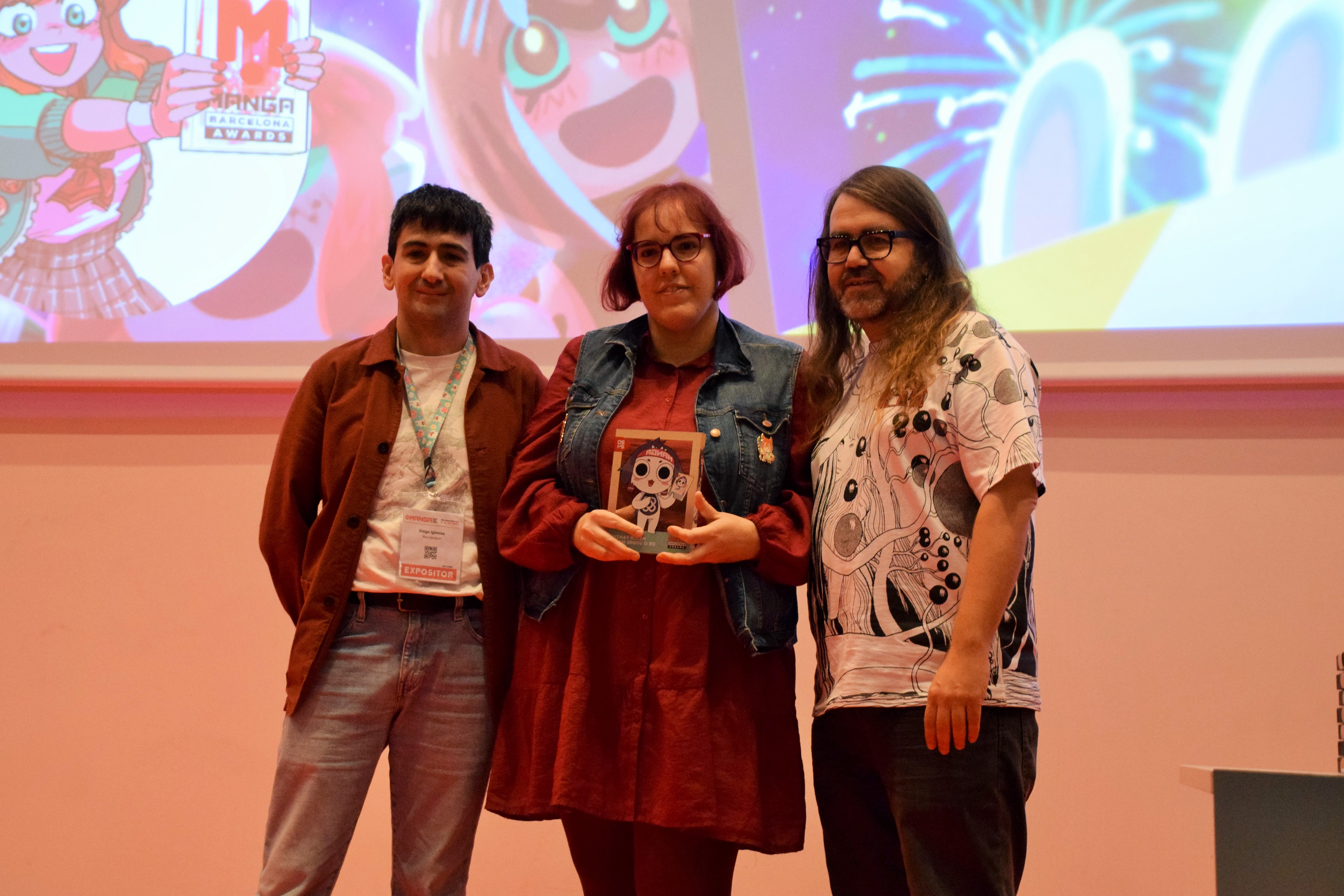
El duo Wonderpun, millor fanzine.
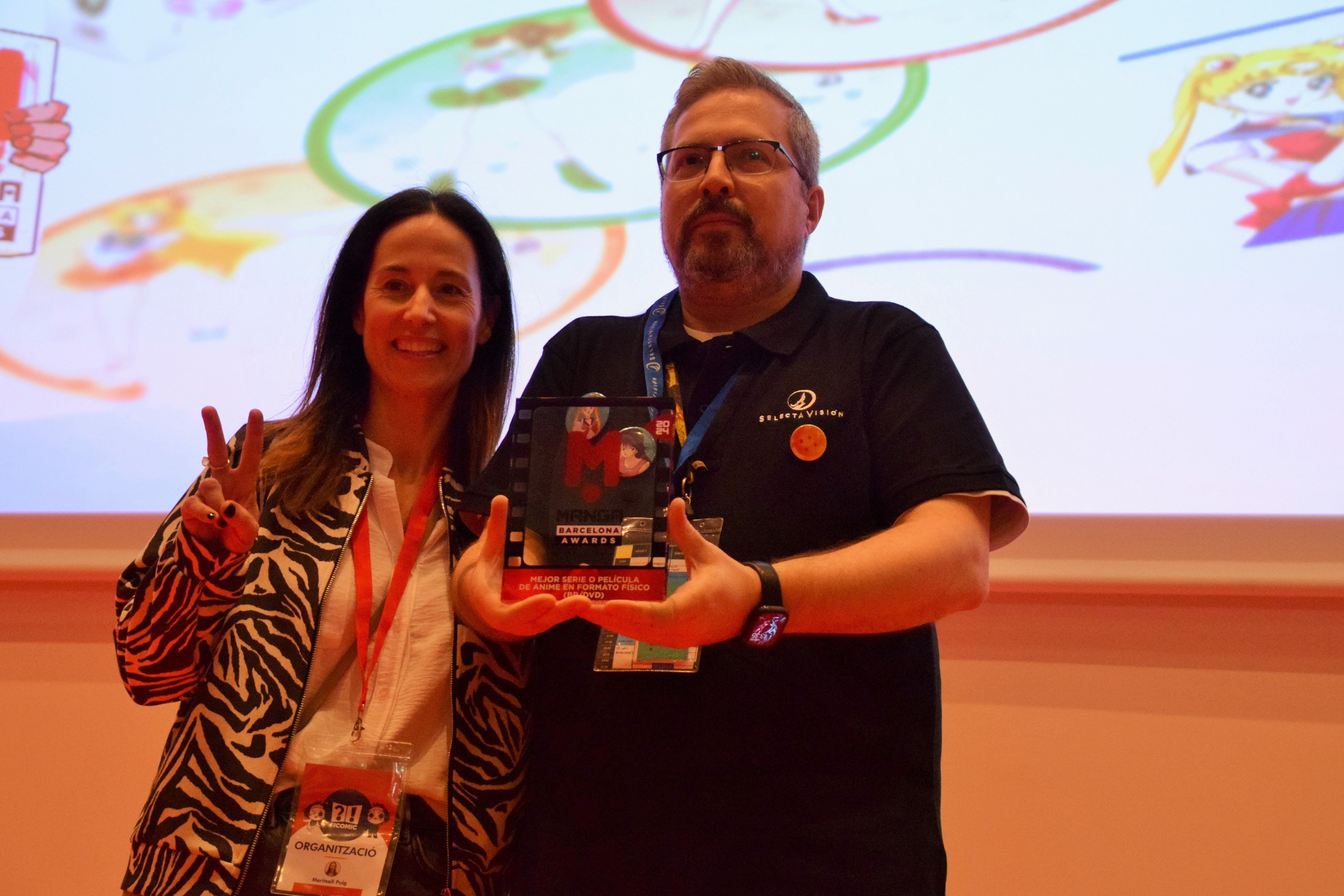
Manu Guerrero de Selecta Visión.
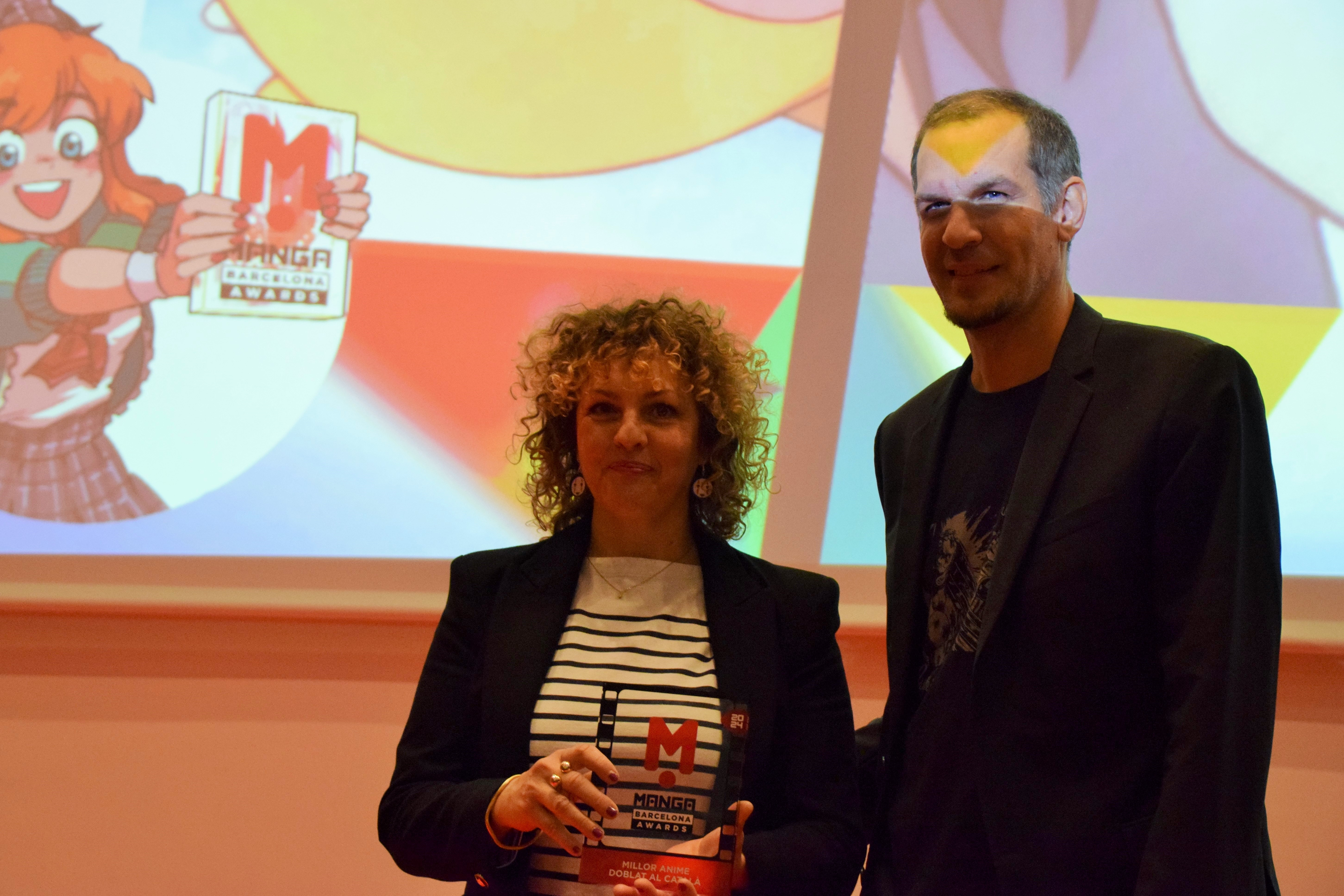
Premi al millor doblatge en català.
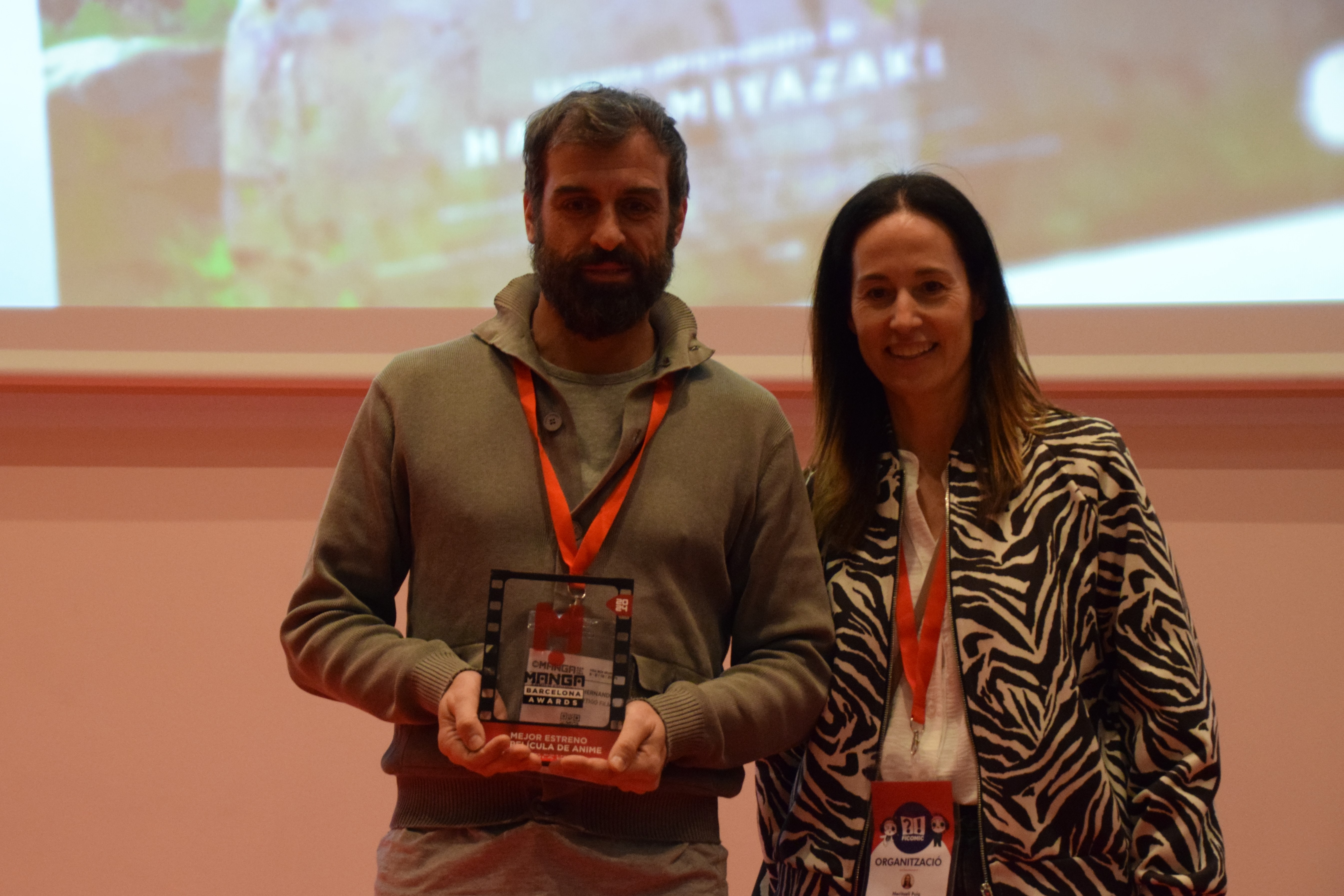
Premi a la millor estrena d'anime.
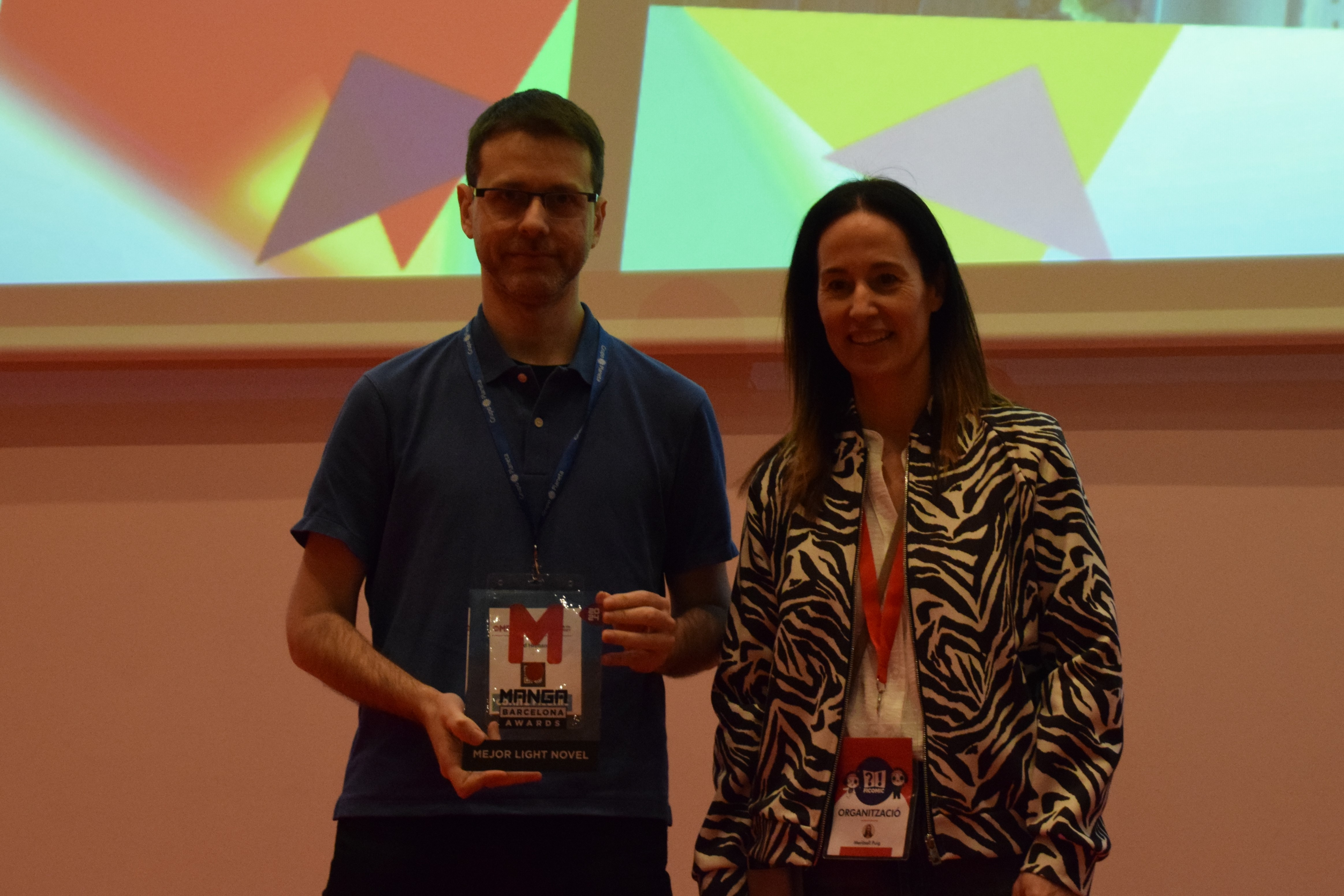
David Hernando de Planeta.
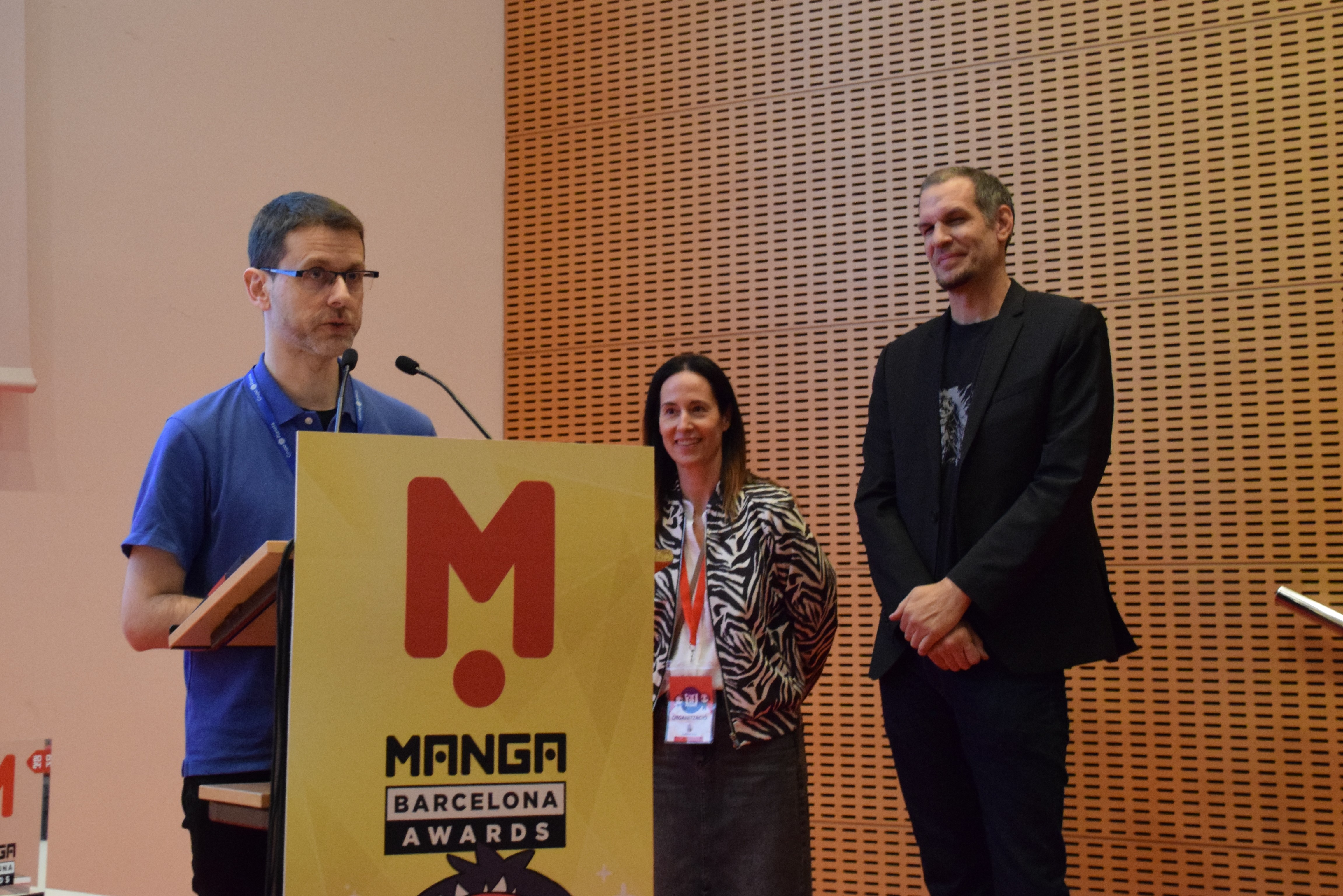
David Hernando amb M. Puig i O. Estrada.

Espai fanzines

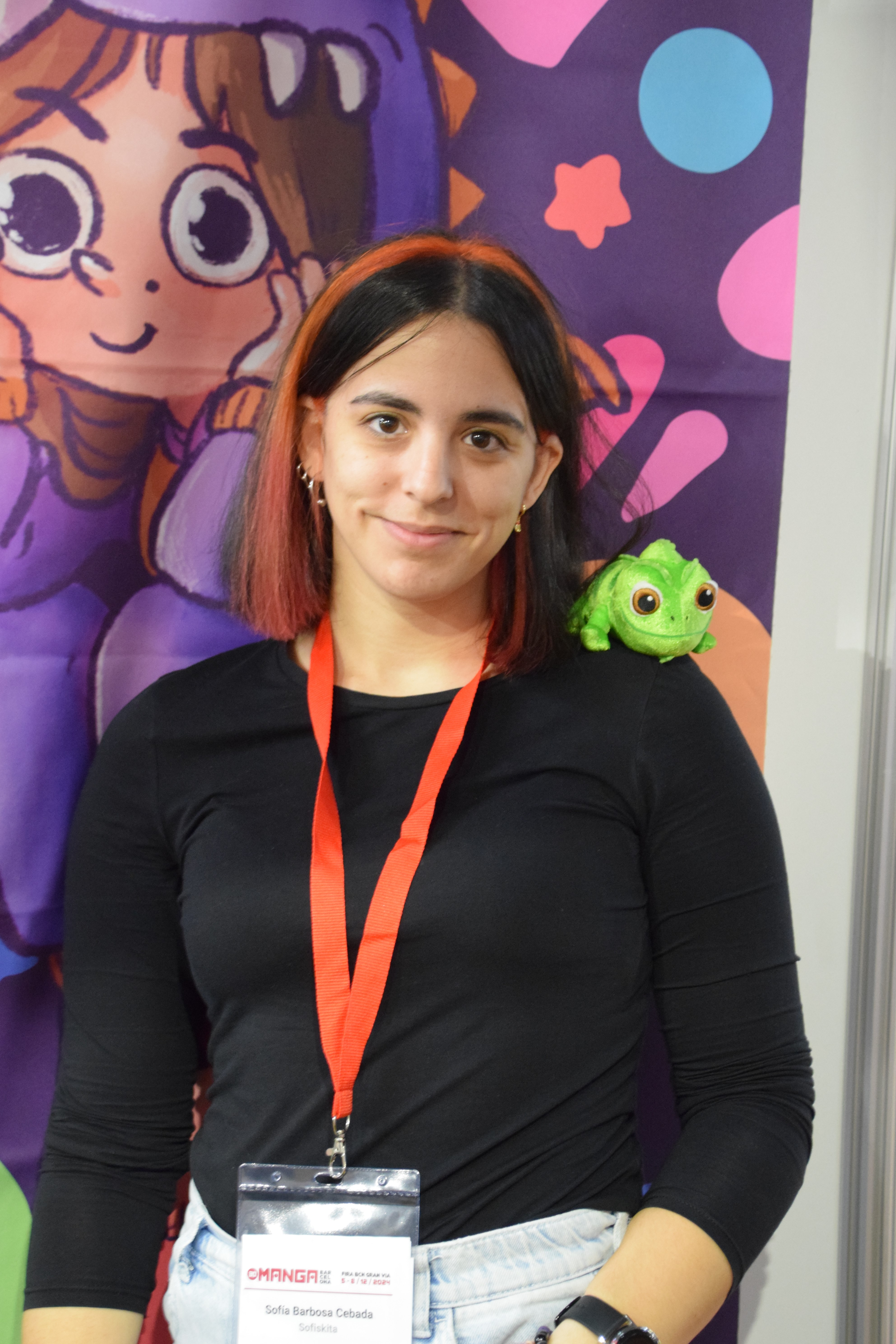
Sofiskita, nominada per ¡Ñam!.
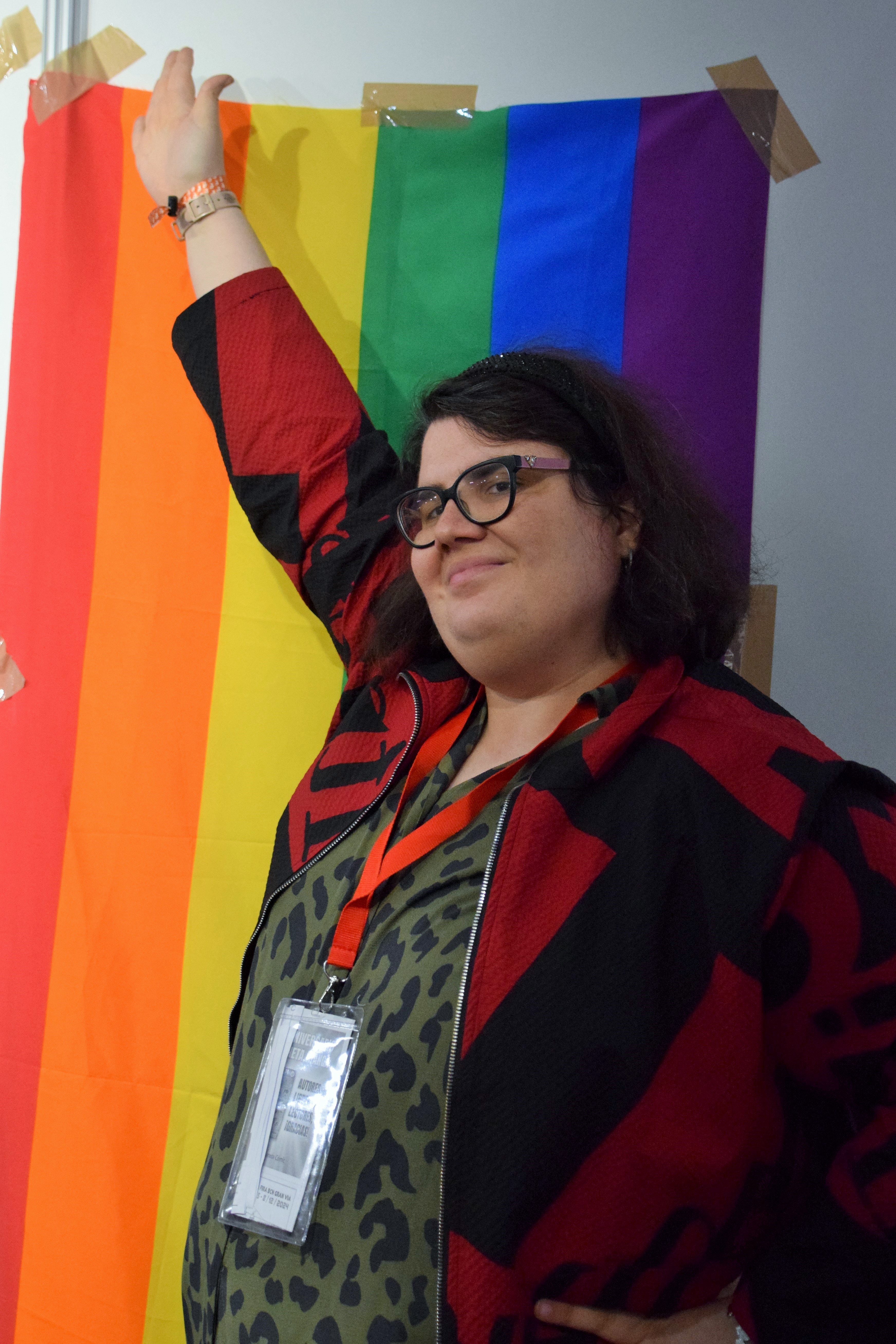
L'autora Ariko.
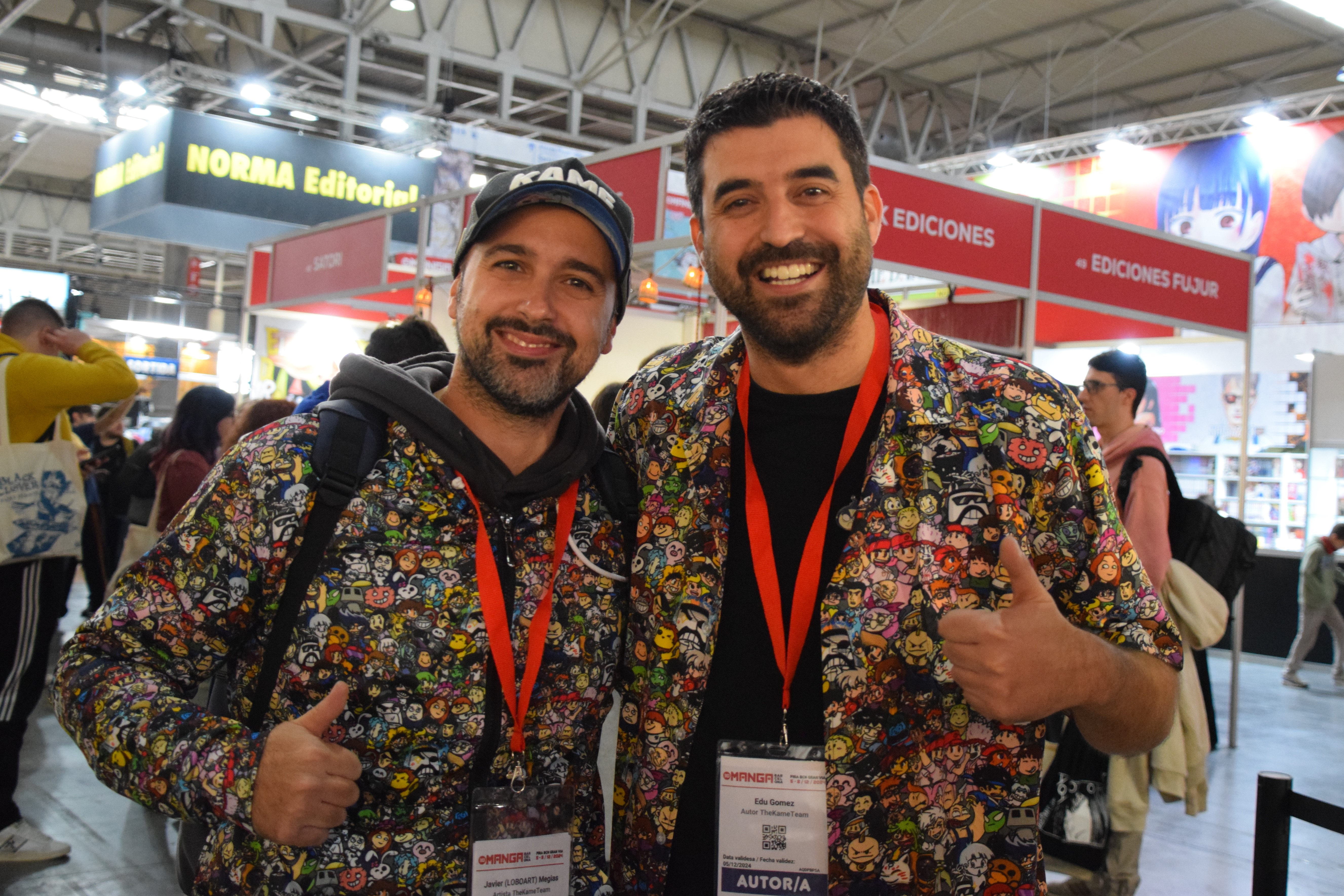
El duo "The Kame Team".

Espai Manga Stream

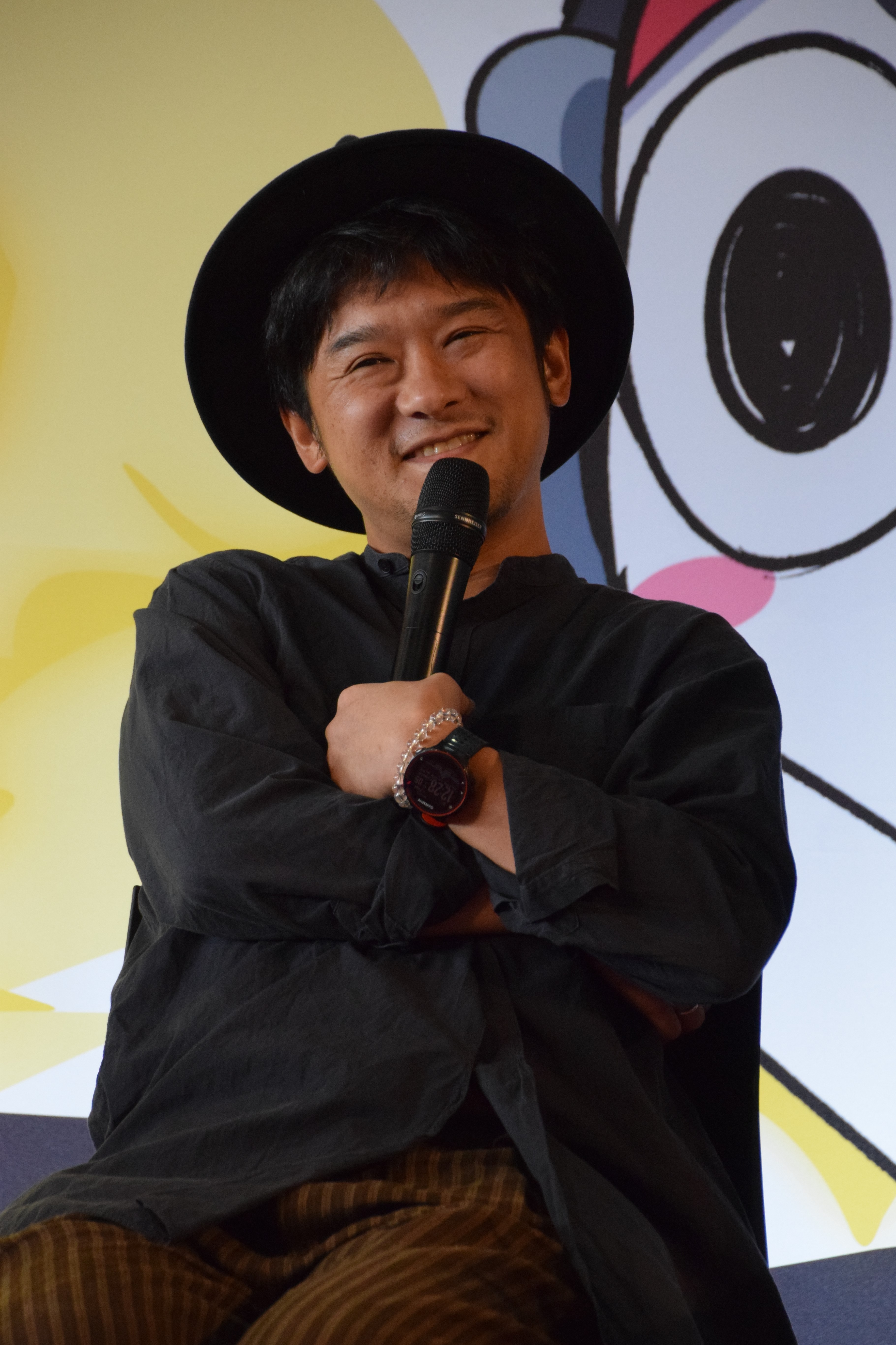
El Cantautor japonès Kazusō Oda (Coda).
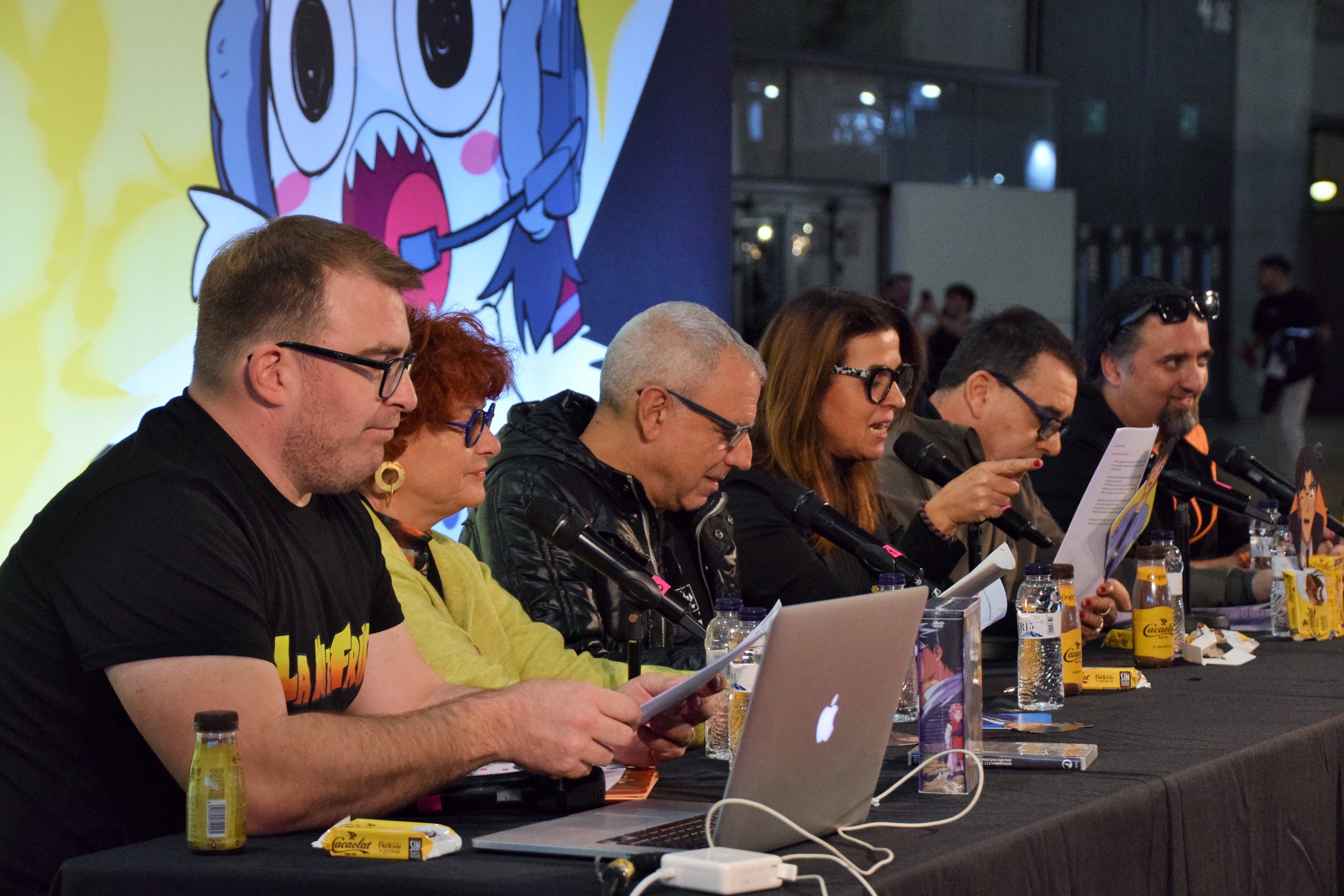
Pòdcast La Nit Friki, sobre El detectiu Conan.
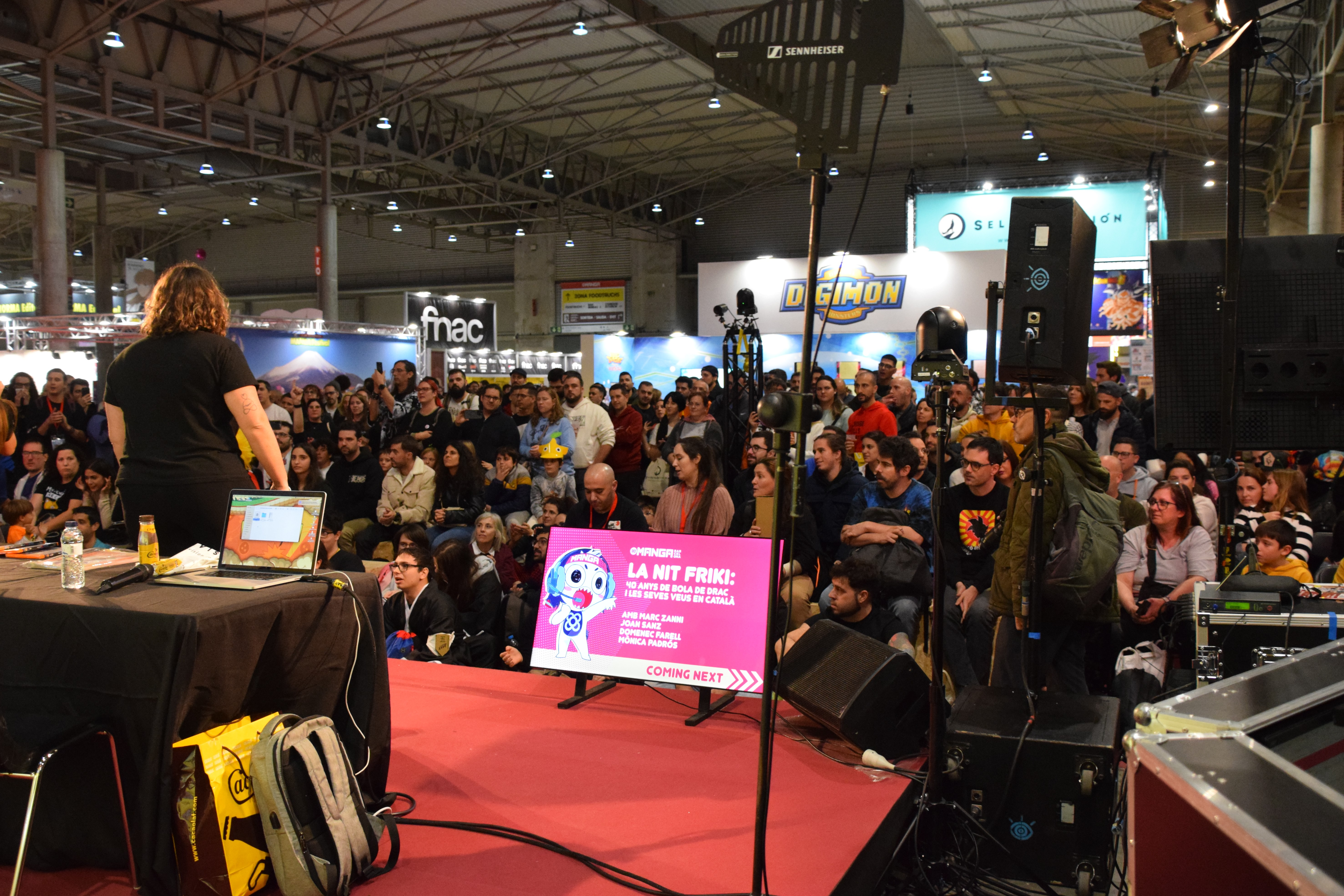
L'epai Manga Stream, ple de gom a gom.
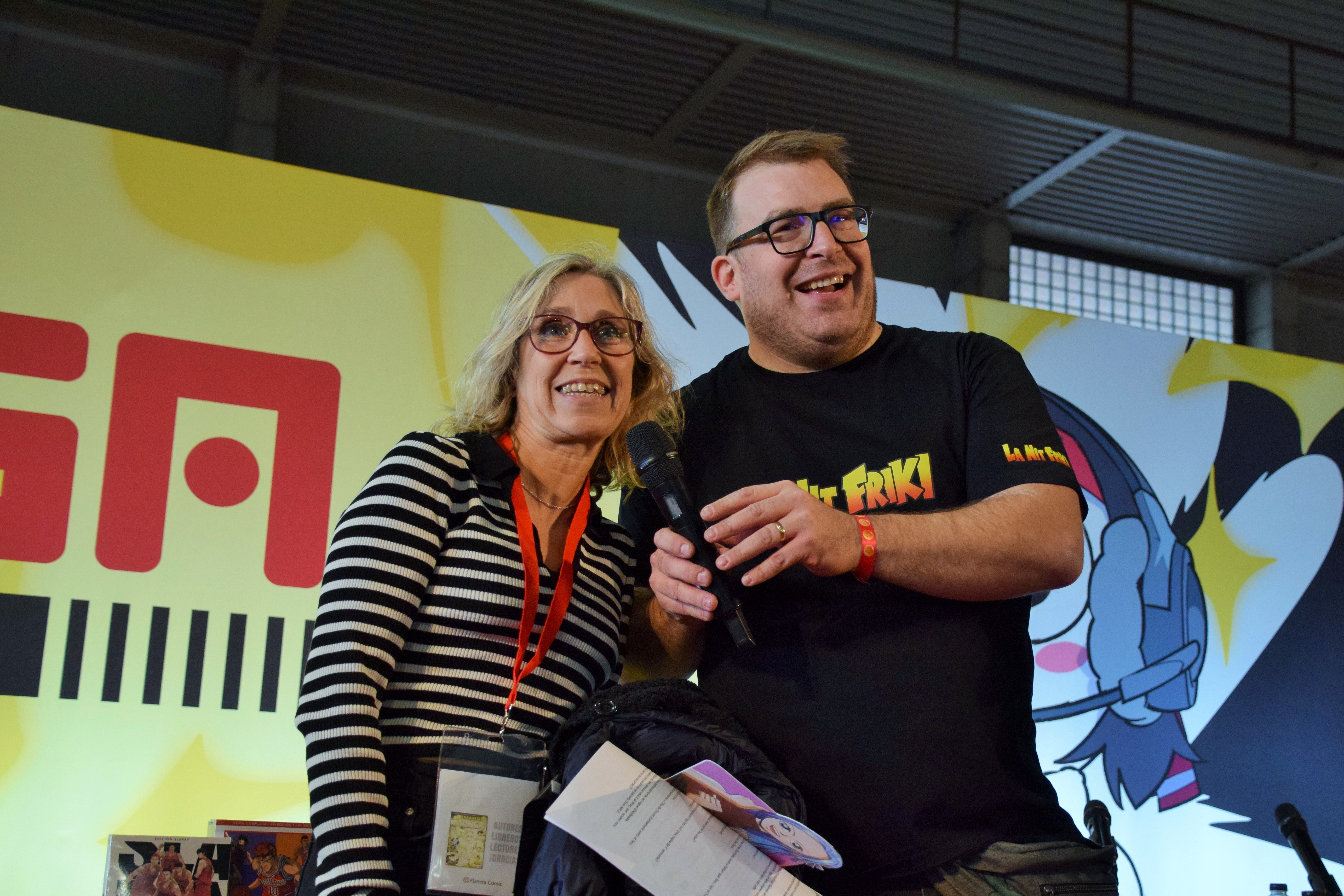
Magori amb l'actriu de doblatge Eva Lluch.
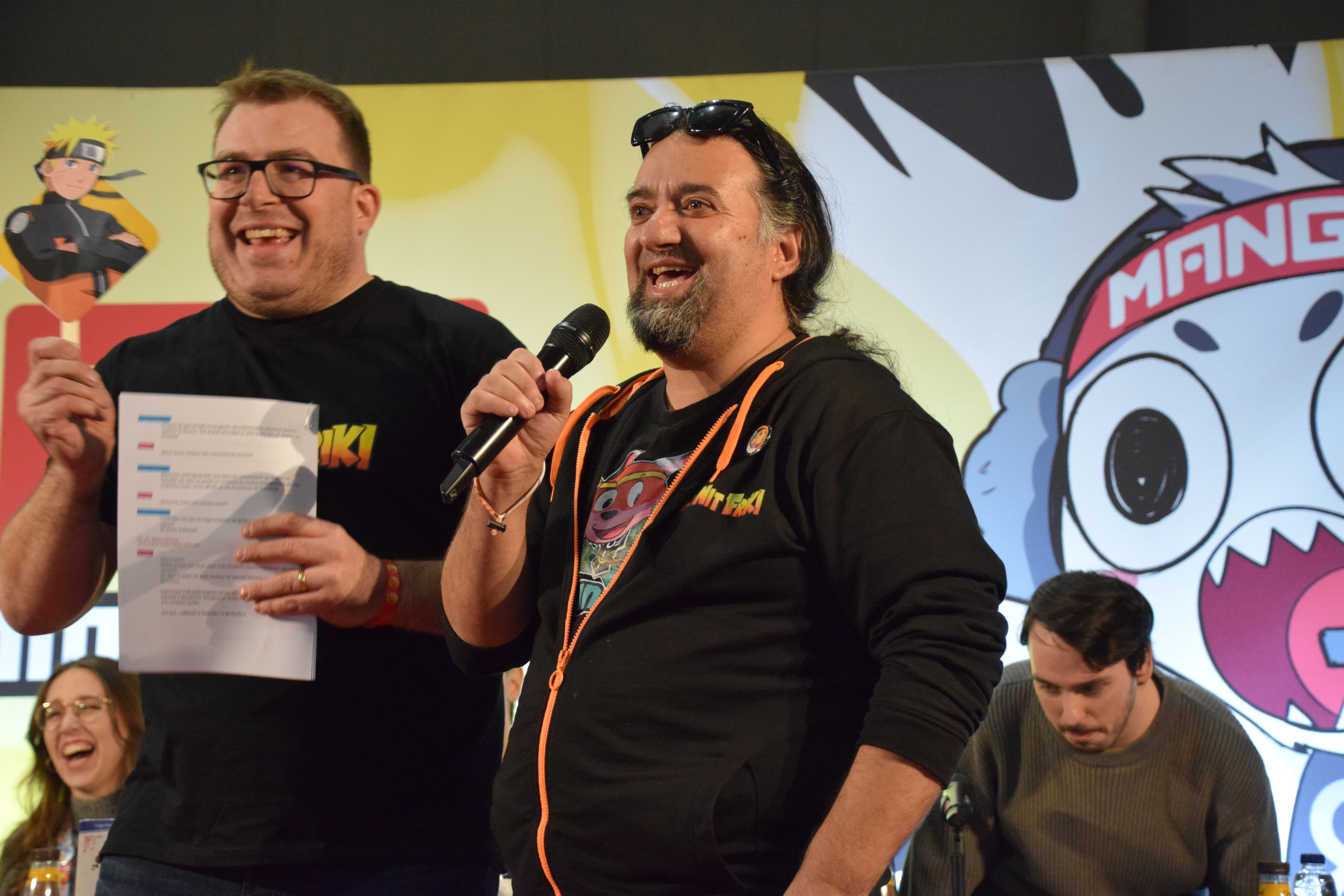
Magori i Dac, presentadors de La NIt Friki.

Autors

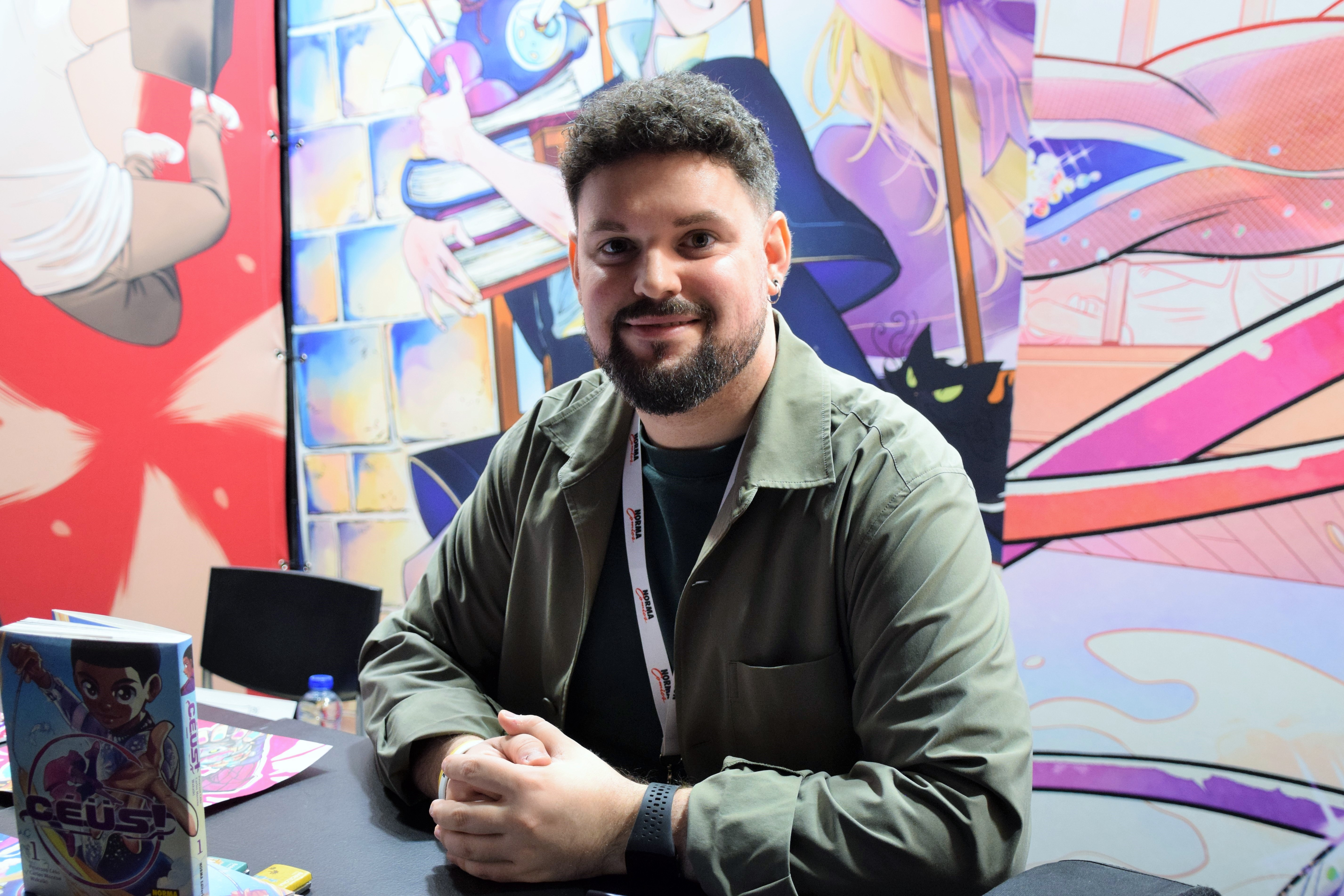
L'autor Carlos Moreno.
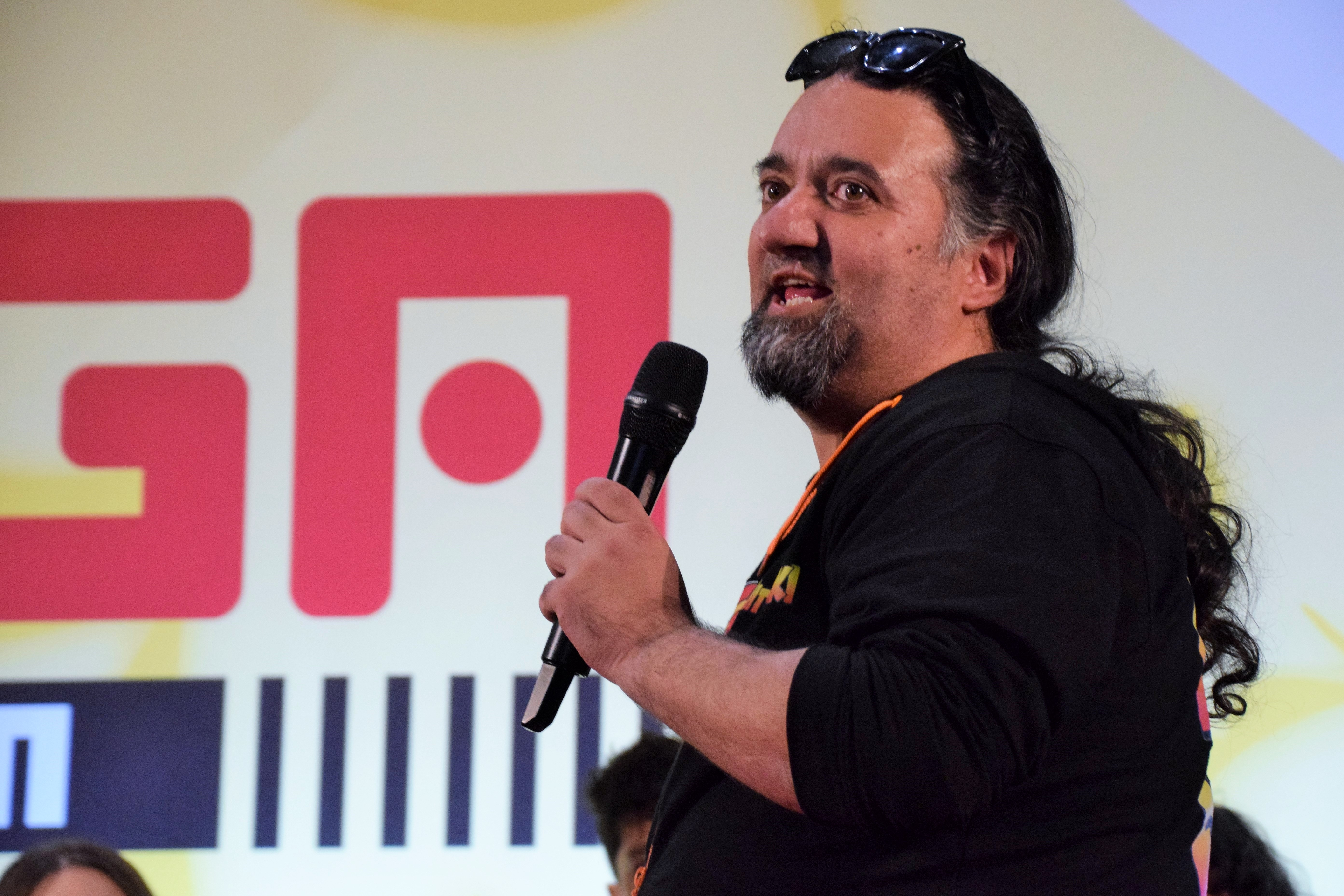
L'autor Dac, de Dales Caña!.